# Wyhoda (Odessa)
Wyhoda (ukrainisch Вигода; russisch Выгода Wygoda) ist ein Dorf in der Oblast Odessa im Südwesten der Ukraine mit etwa 4000 Einwohnern (2004).

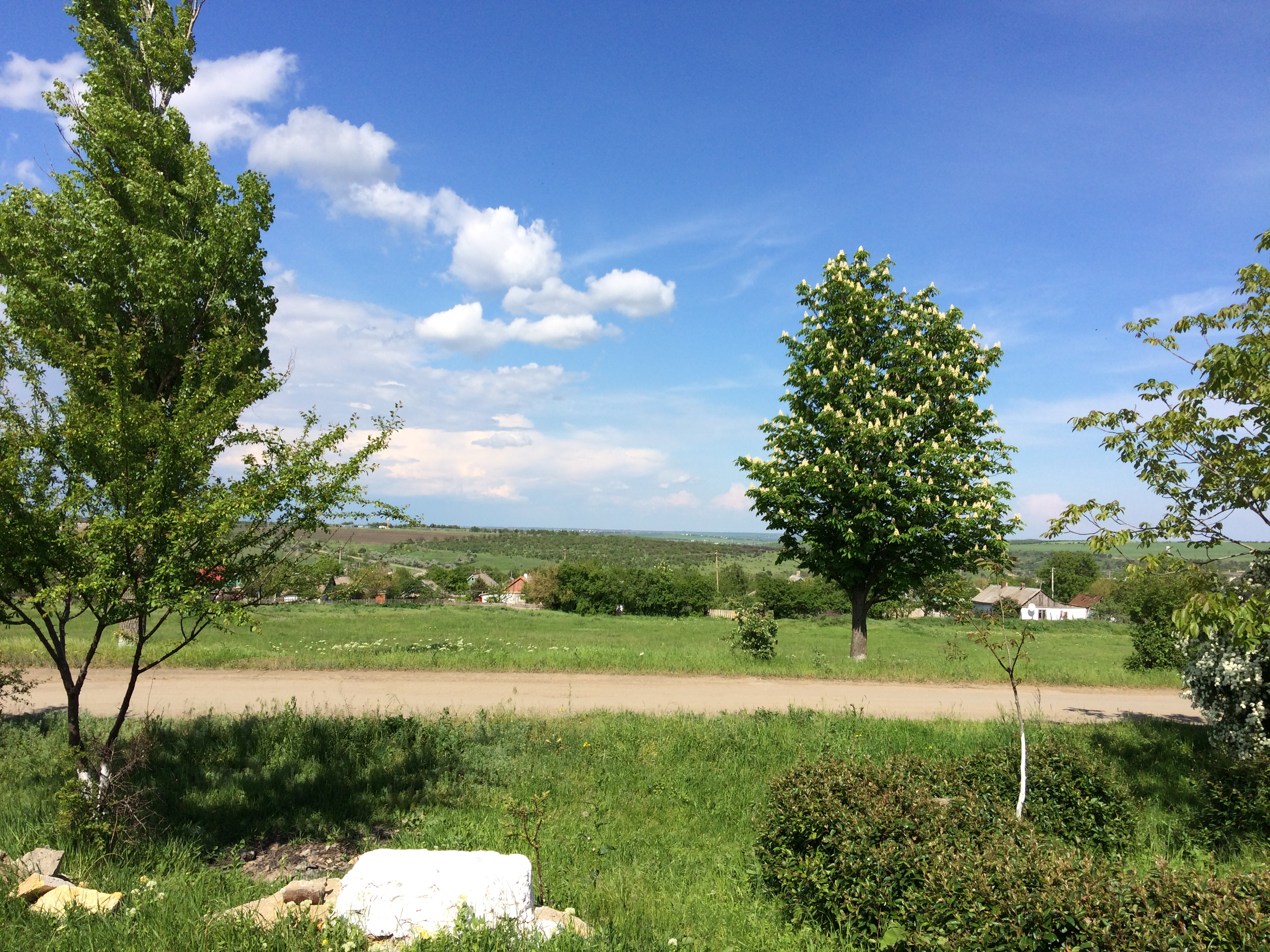
Wyhoda, Rajon Odessa

Das in den 1860er Jahren gegründete Dorf liegt an der Territorialstraße T–16–19 und besitzt eine Bahnstation an der Bahnstrecke Krasne–Odessa. Das ehemalige Rajonzentrum Biljajiwka liegt 26 km südwestlich und das Stadtzentrum von Odessa befindet sich 40 km südöstlich von Wyhoda.

## Verwaltungsgliederung
Am 12. Juni 2020 wurde das Dorf zum Zentrum der neugegründeten Landgemeinde Wyhoda (Вигодянська сільська громада/Wyhodnjanska silska hromada). Zu dieser zählten auch noch die 13 in der untenstehenden Tabelle aufgelistetenen Dörfer und die Ansiedlung Doslidne, bis dahin bildete es zusammen mit den Dörfern Sorjane, Palijiwka und Sonjatschne die gleichnamige Landratsgemeinde Wyhoda (Вигодянська сільська рада/Wyhodnjanska silska rada) im Norden des Rajons Biljajiwka.
Seit dem 17. Juli 2020 ist es ein Teil des Rajons Odessa.
Folgende Orte sind neben dem Hauptort Wyhoda Teil der Gemeinde:
| Name                     | Name          | Name                                |
| ukrainisch transkribiert | ukrainisch    | russisch                            |
| ------------------------ | ------------- | ----------------------------------- |
| Beresan                  | Березань      | Березань                            |
| Dobroschanowe            | Доброжанове   | Доброжаново (Dobroschanowo)         |
| Doslidne                 | Дослідне      | Дослидное (Doslidnoje)              |
| Kamjanka                 | Кам'янка      | Каменка (Kamenka)                   |
| Kurhan                   | Курган        | Курган (Kurgan)                     |
| Mychajliwka              | Михайлівка    | Михайловка (Michailowka)            |
| Palijiwka                | Паліївка      | Палиевка (Palijewka)                |
| Petrowe                  | Петрове       | Петрово (Petrowo)                   |
| Sekretariwka             | Секретарівка  | Секретарёвка (Sekretarjowka)        |
| Sonjatschne              | Сонячне       | Солнечное (Solnetschnoje)           |
| Sorjane                  | Зоряне        | Зоряное (Sorjanoje)                 |
| Tscherwona Hirka         | Червона Гірка | Червоная Горка (Tscherwonaja Gorka) |
| Waschne                  | Важне         | Важное (Waschnoje)                  |
| Wassyliwka               | Василівка     | Василевка (Wassilewka)              |